# Em Sogn
Em Sogn er et sogn i Hjørring Søndre Provsti (Aalborg Stift). 
I 1800-tallet var Em Sogn anneks til Vrå Sogn. Begge sogne hørte til Børglum Herred i Hjørring Amt. Vrå-Em sognekommune blev ved kommunalreformen i 1970 indlemmet i Løkken-Vrå Kommune, der ved strukturreformen i 2007 indgik i Hjørring Kommune. 
I Em Sogn ligger Em Kirke.
I sognet findes følgende autoriserede stednavne:
- Em (Em Sogn) (bebyggelse, ejerlav)
- Møllehuse (bebyggelse)
- Nymark (bebyggelse)
- Ulkær (areal)
- Vollerup (bebyggelse, ejerlav)